# Apolo de Piombino
O Apolo de Piombino é uma estatueta de bronze de um jovem nu representando o deus Apolo, hoje preservada no Museu do Louvre, uma das raras peças em bronze autênticas que sobreviveram da Antiguidade Clássica.
Mede 115 centímetros de altura, e foi criada na técnica da cera perdida em várias partes, depois unidas. Tem acabamentos em cobre nas sobrancelhas, lábios e mamilos. Os olhos, atualmente vazados, devem ter sido feitos de vidro ou pedras coloridas. Provavelmente portava objetos em suas mãos. Uma inscrição no pé esquerdo gravada em prata diz que é um ex-voto dedicado à deusa Atena.
Foi descoberta em 1832 no fundo do mar, ao largo da costa de Piombino, junto com os remanescentes de um naufrágio, e em 1834 foi adquirida pelo Museu do Louvre. Seu estilo geral arcaizante levou alguns estudiosos a datá-la dos séculos VI ou V a.C., mas algumas de suas características não são congruentes com esta datação, levando outros a considerá-la uma releitura helenística ou romana do protótipo do kouros grego arcaico. Na década de 1960 Brunilde Ridgway foi mais longe, pensando que se tratava de uma falsificação deliberada, destinada a abastecer o mercado de arte da Roma Antiga, onde peças gregas eram muito apreciadas pela elite.
Em 1842, durante trabalhos de conservação na estátua, foi descoberta uma tira de chumbo em seu interior com os nomes de seus autores, Menodoto de Tiro e Xenofonte de Rodes, artistas que trabalharam em Rodes na segunda metade do século II a.C. Isso dataria a obra do período helenístico, mas na época a inscrição foi considerada uma falsificação, e depois desapareceu, fazendo com que a controvérsia sobre sua procedência continuasse por muito tempo. Contudo, em 2010 a inscrição foi reencontrada em fragmentos nos depósitos do Louvre, e foi autenticada pelo historiador e epigrafista Nathan Badoud. O nome de Menodoto é bem legível, mas o de Xenofonte não, e foi reconstruído. Há indícios de que houve um terceiro artista envolvido na criação da peça.
De qualquer modo, a datação agora se tornou segura, e seu estilo, combinando traços gerais arcaicos com detalhes mais recentes, é consistente com a eclética tradição helenística de escultura desenvolvida em Rodes. Isso não exclui a hipótese de Ridgway de que o Apolo tenha sido criado com uma aparência de ex-voto arcaico para enganar algum colecionador romano, e os fatos de ter sido descoberta em um naufrágio na costa italiana e de os nomes dos autores serem encontrados ocultos dentro da estátua, onde jamais se pensaria achá-los, parecem apoiar esta ideia. Testes realizados recentemente por especialistas do Louvre mostraram que a estátua passou por um extenso processo de restauro ainda na Antiguidade.